# Diritto bancario
Il diritto bancario è quella branca del diritto che attiene alla banca come istituzione e come soggetto attivo o passivo di rapporti giuridici. 
In base a questa basilare distinzione, possono subito individuarsi due prospettive di studio della materia.
La prima è quella dello studio dell'istituto di credito in senso statico-pubblicistico, nella sua dimensione giuridica, nei rapporti giuridici attivi e passivi con gli organi di vigilanza; la seconda è quella dinamica-privatistica, come studio dell'attività dell'istituto bancario, delle esigenze economiche che l'istituzione creditizia è volta a soddisfare, degli strumenti giuridici dei quali questa si serve, secondo ciò che la legge prevede.

## Fonti del diritto bancario
| Fonti Costituzionali:                                    | \| Art. 47: Tutela del risparmio, accesso all'investimento. \| \| Art. 41: Libertà d'iniziativa economica individuale \| |
| Art. 47: Tutela del risparmio, accesso all'investimento. | |
| Art. 41: Libertà d'iniziativa economica individuale      | |

| Fonti Sovranazionali (trattato CE):                              | \| Art. 99: Indirizzi di massima di politica economica e monetaria. \| \| Art. 101 ss.: Divieto di facilitazioni creditizie \| |
| Art. 99: Indirizzi di massima di politica economica e monetaria. | |
| Art. 101 ss.: Divieto di facilitazioni creditizie                | |

| Fonti normative: | \| D.Lgs. 1º settembre 1993, n. 385: "Testo unico delle leggi in materia bancaria e creditizia" (Testo unico bancario 'TUB'); \| \| L. 7 marzo 1938, n.141: "Disposizioni per la difesa del risparmio e per la disciplina della funzione creditizia". \| |
| D.Lgs. 1º settembre 1993, n. 385: "Testo unico delle leggi in materia bancaria e creditizia" (Testo unico bancario 'TUB'); | |
| L. 7 marzo 1938, n.141: "Disposizioni per la difesa del risparmio e per la disciplina della funzione creditizia".          | |

È bene menzionare anche la disciplina codicistica (artt.1835-60 c.c.), tuttavia molto lacunosa ed incentrata solo su alcune delle attività, trattate in maniera molto schematica. Ad integrare il codice e le fonti sopraelencate provvedono le cosiddette Norme bancarie uniformi (n.b.u.), condizioni di contratto imposte dall'ABI a tutte le banche.
Infine, un'ultima fonte è il contenuto degli accordi di Basilea del 2010.

## La banca
Secondo il TUB, la Banca è un'impresa commerciale la cui attività principale e tradizionale consiste nella raccolta del risparmio tra il pubblico e l'esercizio del credito. Queste sono le attività principali, precisamente di tipo passivo nel primo caso ed attivo nel secondo, alle quali si aggiungono altre attività di natura accessoria da sempre svolte dalle banche. Da tempo però le banche sono entrate anche in altre cerchie di attività, non necessariamente rivolte a loro, ma di fatto e prevalentemente, di natura finanziaria, come leasing, factoring ecc. Queste ultime attività non sono svolte direttamente dalla banca, ma da enti facenti parti di gruppi bancari polifunzionali.
La definizione appena data consente di individuare i due nuclei sostanziali del diritto che regola l'attività bancaria, corrispondenti ai due principi costituzionali di riferimento: Il principio di libera iniziativa economica e il principio di tutela del risparmio e accesso all'investimento. Tali principi pervadono tutta la materia, e vanno tenuti in costante coordinamento con i principi Costituzionali fondamentali.
Per l'esercizio dell'attività bancaria, è necessario che l'impresa sia iscritta nell'albo tenuto dalla Banca d'Italia, previa autorizzazione della stessa. Le banche devono avere una struttura giuridica fissa, adottando necessariamente la forma della società per azioni o della cooperativa per azioni. Anche lo statuto ha dei caratteri di specialità, dovendo prevedere una data procedura concorsuale (liquidazione coatta amministrativa o amministrazione straordinaria).

### La Banca D'Italia
La Banca d'Italia è una delle cosiddette autorità creditizie previste dal TUB (Testo unico delle leggi in materia bancaria e creditizia).
A quest'ultima è attribuito il titolo di istituto di diritto pubblico. 
Pur essendo partecipata totalmente da privati e quindi, a buon diritto, soggetto privato, il legislatore attribuisce alla Banca d'Italia un ruolo pubblicistico, e l'esercizio di poteri pubblici di vigilanza e controllo.

## Attività della banca

### Attività passive
L'attività di raccolta del risparmio è l'acquisizione di fondi con l'obbligo di rimborso.
Questa, quale attività prodromica a quella creditizia, può essere esercitata anche nell'ambito di un cosiddetto gruppo bancario, con le specializzazioni che tale struttura consente.
Su questa operatività il CICR (Comitato Interministeriale per il Credito e il Risparmio), autorità creditizia ausiliare del Governo, stabilisce limiti e criteri in base ai quali non costituisce raccolta del risparmio quella effettuata presso specifiche categorie di soggetti, individuate in ragione di rapporti societari o di lavoro.
In altre parole, anche le imprese che non sono inserite nell'albo tenuto dalla Banca d'Italia possono svolgere un'attività bancaria di raccolta, con i limiti e secondo i criteri impartiti dal CICR, ove lo facciano nei confronti di determinate categorie di soggetti.
Ad esempio, norme specifiche sono quindi dettate per le imprese al fine di consentire la raccolta del risparmio presso i soci, presso il pubblico e nell'ambito di un gruppo, (delib. CICR del 3 marzo 1994, e relative norme attuative della Banca d'Italia).
La raccolta è consentita agli Stati comunitari ed extracomunitari, agli organismi internazionali ed ai soggetti esteri abilitati da norme speciali del diritto italiano, nonché agli enti pubblici territoriali.
Infine, il divieto non si applica alle società emittenti obbligazioni, titoli di debito o strumenti finanziari come da codice civile, ovvero in casi espressamente previsti dalla legge, nel rispetto del principio di tutela del risparmio.
Uno strumento di raccolta particolarmente importante, per le dimensioni del fenomeno giuridico, e per le regole privilegiate cui è sottoposto, è quello dell'emissione di obbligazioni.
La Banca infatti, può ottenere fondi dal pubblico attraverso l'emissione di obbligazioni, che vengono ammesse di diritto alle quotazioni se le azioni della stessa banca sono quotate.
Chi si occupa della vigilanza in ordine alle emissioni di obbligazioni bancarie è la Banca d'Italia, in conformità delle delibere CICR.
Collateralmente le banche possono esercitare altresì, oltre questa appena indicata (l'attività bancaria vera e propria), attività finanziarie "ausiliari", connesse o strumentali all'attività bancaria.

#### Depositi bancari
Basato sul deposito irregolare disciplinato all'art. 1782 c.c., si caratterizza per la necessaria ed ovvia figura della banca come depositario. 
Mediante questo contratto la banca acquista direttamente la proprietà della somma in deposito, obbligandosi poi a restituirla (nella stessa specie monetaria) al cliente ad un termine convenuto e ad una precisa scadenza fissata precedentemente. Nel primo caso il deposito è vincolato, altrimenti è libero. Il cliente ha diritti agli interessi.
Il deposito bancario, con relativo tasso d'interesse, è pattuito con contratto scritto o con un particolare documento, il libretto di risparmio. Se il tasso d'interesse non è determinato per iscritto, la banca dovrà pagare il tasso massimo dei buoni ordinari del tesoro annuali emessi nei 12 mesi precedenti alla costituzione del rapporto.
I depositi sono costituiti in conto corrente, oppure essere semplici o a risparmio. Le somme depositate non possono essere aumentate tramite versamenti né prelevate.

### Attività attive

#### Apertura di credito
Con l'apertura di credito, tipico contratto bancario, la banca si impegna a tenere a disposizione del cliente una somma di denaro per un periodo predeterminato o a tempo indeterminato.
È bene subito rilevare che l'apertura di credito è un contratto consensuale, differenziandosi nettamente dal mutuo che è contratto reale e si perfeziona con la consegna del denaro. Oggetto dell'apertura di credito è invece la disponibilità, diritto potestativo in capo al cliente. Gli interessi del resto maturati per la banca sono soltanto relativi alle somme effettivamente utilizzate, mentre alla prima sono dovute soltanto commissioni di massimo scoperto per la disponibilità concessa. Il cliente può utilizzare il credito come crede (uno o più prelievi) e può ripristinare la disponibilità con versamenti successivi.
Il credito può essere coperto da garanzia, che rimane valida fino al termine del contratto a prescindere dall'effettivo scoperto. La banca ha anche diritto di richiedere una modifica delle garanzie se queste perdono valore e non sono sufficienti a garantire il credito aperto.
Particolare problema è quello del recesso, molto gravoso per il cliente e disciplinato all'art. 1845 c.c. La norma distingue a seconda del credito a tempo determinato ed indeterminato: nel primo caso la banca può recedere solo per giusta causa, dando 15 di tempo al cliente per restituire le somme; nel secondo, invece, la banca può recedere liberamente dando un semplice preavviso di 15 giorni. 
Tale norma è tuttavia inattuata: le n.b.u. non fanno alcuna distinzione contrattuale e prevedono il solo termine di preavviso prima del libero recesso. In precedenza fissato ad un solo giorno, dal 1995 su indicazione della Banca d'Italia come da accordo tra banca e cliente (in genere comunque due soli giorni).

## Contratti

### Disciplina generale
La prima disciplina estesa dei contratti bancari è venuta alla luce soltanto nel 1992, con la legge 17 febbraio 1992 n.154. Le principali caratteristiche comuni a tutti i contratti sono le seguenti:
- Pubblicità: le banche sono sempre tenute a rendere note e comprensibili le condizioni economiche[3] dei propri servizi. Sono sempre vietati i rinvii agli usi in tal senso.
- Forma scritta: i contratti bancari devono essere sempre redatti per iscritto[4], pena la nullità che però può essere fatta valere solo dal cliente e non dalla banca.
- Contenuto minimo obbligatorio: i contratti devono contenere almeno una parte di informazioni necessarie, inclusi gli aspetti sfavorevoli ai clienti, mentre anche in questo caso i rinvii agli usi sono vietati
- Recesso: nei contratti di durata la banca può cambiare unilateralmente le condizioni contrattuali per un giustificato motivo, dando però 60 giorni di tempo ai clienti per l'eventuale recesso gratuito ed alle condizioni di chiusura del rapporto precedenti. Il cliente può recedere sempre e comunque senza penalità.

### Singoli contratti
I contratti tipicamente bancari, oltre alle già vedute attività di deposito e custodia del risparmio e apertura di credito, sono:
- lo sconto bancario
- l'anticipazione bancaria
- il conto corrente bancario
- il mutuo